# 이타가키 미즈키
이타가키 미즈키(板垣瑞生, 2000년 10월 25일 ~ 2025년 2월 5일)는 일본의 배우이자 가수였다. 2014년부터 2020년까지 스타더스트 프로모션 산하 남성 음악 집단 EBiDAN 소속 보이 밴드 밀크의 멤버였다.

## 경력
이타가키는 10살 때 어머니와 함께 쇼핑을 마치고 집으로 돌아가던 중 하치코 동상 앞에서 스타더스트 프로모션에 스카우트되었다. 이후 11살 때 스타더스트 프로모션 산하 남성 음악 집단 에비단에 합류했다. 그는 후지패브릭의 뮤직비디오에 출연하며 데뷔했다.
2014년 그는 다크 골드 우시마군 2부에서 영화 데뷔를 했다. 그는 또한 2015년 개봉한 솔로몬의 위증에서 카즈히코 캄바라 역으로 주요 역할을 맡았다. 2014년 11월 스타더스트 프로모션의 스타 페스티벌에서 에비단의 하위 그룹인 밀크의 멤버로 발표되었다. 2015년 11월 그는 NHK 대하 드라마 하나 모유에 모리 모토아키라 역으로 출연했다.
2024년 3월 9일 스타더스트 프로모션은 이타가키의 공식 팬클럽과 소셜 미디어 계정이 폐쇄되었다고 발표했다. 2024년 11월 29일 이타가키는 자신의 인스타그램 계정을 통해 2024년 1월에 불특정 정신 질환으로 입원했으며 스트레스와 압박에 직면한 후 연기를 그만두기로 결정했다고 밝혔다. 같은 게시물에서 그는 또한 거식증과 불면증이 생겼다고 밝혔다. 그러나 그는 라이브 스트리밍을 통해 연기 활동으로 복귀하고 다른 연예 기획사를 물색 중이라고도 밝혔다. 2024년 12월 31일, 이타가키는 인스타그램에 올린 또 다른 게시물에서 2025년 "새로운 도전"을 "기대하고 있다"고 밝혔다.

## 실종 및 사망
2025년 1월 말, 이타가키는 실종 신고가 접수되었다. 2025년 4월 17일, 그의 가족은 그의 인스타그램 계정에 경찰이 며칠 전 도쿄에서 사망한 채 발견되었다고 알렸다고 게시했다. 이타가키의 가족은 또한 그가 2024년부터 알려지지 않은 정신 질환을 앓고 있었다고 밝혔다. 조사 결과, 그는 2월 초에 사망한 것으로 추정되며, 시신은 3월 중순에 발견되었다.

## 작품

### 영화
- 사채꾼 우시지마
- 아오하라이드
- 영상연에는 손대지 마!

### 텔레비전
- 수리검전대 닌닌저
- 꽃 타오르다
- 옐 (드라마)
- 기린이 온다